# Sveta Gora, Nova Gorica
Sveta Gora (italijansko Monte Santo di Gorizia) je naselje, gora (682 mnv) in znana romarska pot nad Novo Gorico. Kraj velja za najpomembnejšo Božjo pot v Zahodni Sloveniji. Pogosto se imenuje tudi Sveta Gora pri Gorici, Sveta gora nad Solkanom ali Skalnica. Slednje je sicer ime za vrh gore. Največja znamenitost kraja je božjepotna bazilika Kraljice Svetogorske. Vas poleg bazilike, franšiškanskega samostana in restavracije pri Kraljici Svetogorski, sestavlja še romarski dom (ki je v obnovi), dom Tau in Družinski center.
Samostojno naselje Sveta Gora je bilo ustanovljeno leta 2006 z izločitvijo delov naselij Solkan in Grgar.
Na pobočjih Svete gore je večkrat že gorelo leta 2012, 2016 in 2018. Vzroki za te požare so večidel neznani.